# Born Bad
Born Bad ist ein für den US-Kabelsender Lifetime produzierter Low-Budget-Thriller von The Asylum aus dem Jahr 2011.

## Handlung
Brooke, eine junge Frau, lernt den zunächst charmant wirkenden Denny kennen. Zwischen beiden entwickelt sich eine Beziehung, die jedoch schnell eine bedrohliche Wendung nimmt. Denny entpuppt sich als unberechenbar und gewalttätig. Nachdem Brooke seine wahre Natur erkennt und sich von ihm distanzieren möchte, beginnt Denny, sie und ihre Familie zu terrorisieren. Er dringt in das Familienleben ein und bedroht sowohl Brooke als auch ihre Eltern und ihre jüngere Schwester. Die Situation eskaliert, als Denny die Familie in ihrem eigenen Haus gefangen hält. Brooke und ihre Familie versuchen, sich gegen Denny zur Wehr zu setzen und ihre Freiheit zurückzugewinnen. Die Handlung kulminiert in einem dramatischen Showdown, in dem Brooke alles riskiert, um sich und ihre Familie zu retten.

## Rezeption
Der Film erhielt überwiegend gemischte bis negative Kritiken. Kritisiert wurden vor allem die vorhersehbare Handlung sowie die klischeehafte Figurenzeichnung. So bezeichnete das Online-Portal "The Movie Scene" den Film als „typischen Fernsehthriller, der sich bekannter Muster bedient und wenig Überraschungen bietet“. Auch auf der Plattform "IMDb" wurde "Born Bad" von Nutzern durchschnittlich bewertet, wobei insbesondere die schauspielerischen Leistungen und die Spannung in einigen Szenen vereinzelt positiv hervorgehoben wurden. Insgesamt wird der Film als routinierter, aber wenig innovativer Thriller beschrieben, der vor allem für Fans des Genres kurzweilige Unterhaltung bietet.